# Wijken in Utrecht
De Nederlandse gemeente Utrecht is bestuurlijk in tien wijken opgedeeld. In het verleden kende de Utrechtse wijkindeling andere benamingen en wijkgebieden.

## Heden
De gemeente Utrecht onderscheidt vandaag de dag bestuurlijk tien wijken, die zijn te vergelijken met stadsdelen. Deze zijn weer onderverdeeld in subwijken en buurten. Elke wijk kent een apart wijkbureau of een wijkservicecentrum. De wijk Vleuten-De Meern bezit ook een dependance van de burgerzaken.
Elke wijk kent een raadscommissie voor de wijk, samengesteld uit gemeenteraadsleden of hun plaatsvervangers en elke wijk kent ook een aparte wijkwethouder. Daarnaast bestaat er een wijkraad, die een adviserende rol heeft en bestaat uit bewoners van de desbetreffende wijk.
De Utrechtse wijken zijn:
|  | 1. Binnenstad 2. Oost 3. Leidsche Rijn 4. West 5. Overvecht 6. Zuid 7. Noordoost 8. Zuidwest 9. Noordwest 10. Vleuten-De Meern |

## Geschiedenis
In de middeleeuwen sprak men in het Utrechtse over het boven- en benedeneind; een aanduiding naar de (toenmalige) ligging langs de rivier de Rijn. Ook ontstond in de 12e eeuw met de aanleg van een stadswal/stadsmuur om de stad een indeling tussen het gebied daarbinnen en de stadsvrijheid daarbuiten. Daarnaast waren er vanuit de middeleeuwen buurten die op hun lokale niveau op eigen wijze georganiseerd waren.

### 1572-1795
Vanaf 1572 tot 1795 kende men een tevens een bepaalde indeling op militair en administratief gebied. De stad werd in eerste instantie in 1572 verdeeld in kwartieren. Een jaar later werd ieder kwartier gesplitst in twee wijken. Ieder van deze acht wijken binnen de stadswal/stadsmuur werd vernoemd naar haar schuttersvendel met daarin een eigen stedelijke schutterij die uit burgers bestond. De acht wijken binnen de stadswal/stadsmuur en de vier daarbuiten waren:
- Bloedkuil, noordoostelijke deel binnen de stad
- Catharijne, westelijk buiten de stad
- Fortuin, binnen de stad rond het Janskerkhof
- Handvoetboog, noordwestelijke deel binnen de stad
- Oranjestam, zuidoostelijke deel binnen de stad
- Papenvaandel, binnen de stad rond het Domplein
- Pekstokken, zuidwestelijke deel binnen de stad
- Tolsteeg, zuidelijk buiten de stad[1]
- Turkije, binnen de stad ruwweg ten noorden van de Zadelstraat
- Weerd, noordelijk buiten de stad
- Wittevrouwen, oostelijk buiten de stad
- Zwarte Knechten, binnen de stad ruwweg ten zuiden van de Zadelstraat en de Mariaplaats

### 1795-1898

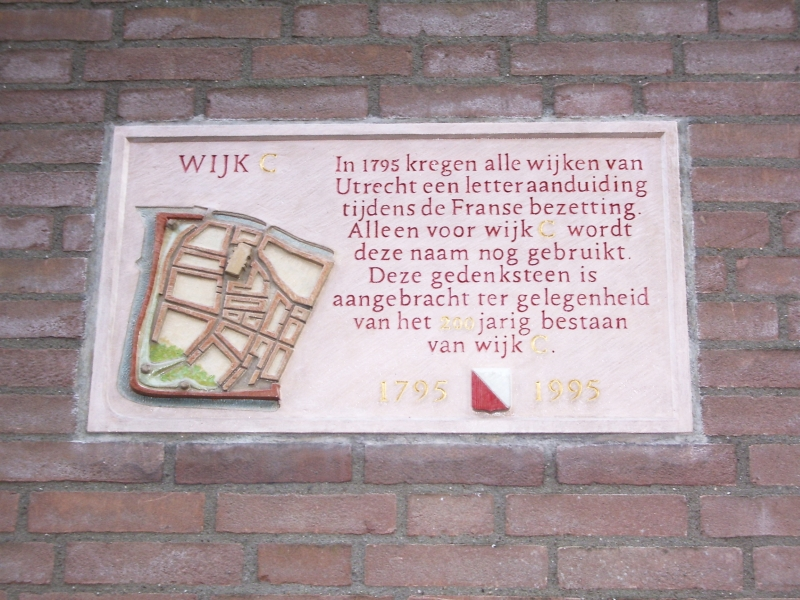
Gedenksteen in een gevel aan het Jacobskerkhof, ter gelegenheid van het 200-jarig bestaan van Wijk C, geplaatst in 1995.

In de Franse tijd werden de wijken met een letter aangeduid vanwege de problematische uitspraak van de oude wijknamen voor de Franse bezetter. Wijken in de huidige historische binnenstad kregen een letter die liep van A tot en met H. De buitenwijken kregen er een die liep van I tot en met M (J werd niet gebruikt). Tot tegen het eind van de 19e eeuw hield men de volgende wijkindeling met bijbehorende benamingen aan:
- Wijk A, voorheen Oranjestam, stond na 1795 ook wel bekend als Eijkestam
- Wijk B, voorheen Pekstokken
- Wijk C, als enige overgebleven als buurtnaam, voorheen Handvoetboog
- Wijk D, voorheen Turkije
- Wijk E, voorheen Zwarte Knechten
- Wijk F, voorheen Papenvaandel, stond na 1795 ook wel bekend als Vrijheidsvaandel
- Wijk G, voorheen Fortuin
- Wijk H, voorheen Bloedkuil
- Wijk I, voorheen Wittevrouwen
- Wijk K, voorheen Tolsteeg
- Wijk L, voorheen Catharijne
- Wijk M, voorheen Weerd